# Bill Godbout
Bill Godbout (* 2. Oktober 1939; † 8. November 2018 in Concow) war ein US-amerikanischer Computerpionier und Unternehmer.

## Karriere
Er war bekannt für die Herstellung und den Verkauf von Computerausrüstung, Teilen und elektronischen Kits im Silicon Valley in den 1970er und 1980er Jahren.
Er und seine Firma Godbout Electronics (und später CompuPro) waren in den ersten Jahren des PC-Marktes sehr einflussreich. Gemeinsam mit George Morrow arbeitete er am S-100-Bus.
Godbout starb 2018 beim Camp Fire. Er hinterlässt seine Frau Karen und seine Tochter Brandi.